# San Antonio Rampage
San Antonio Rampage var ett amerikanskt professionellt ishockeylag som spelade i den nordamerikanska ishockeyligan American Hockey League (AHL) mellan 2002 och 2020, när de flyttades till Henderson i Nevada för att vara Henderson Silver Knights. De spelade sina hemmamatcher i AT&T Center i San Antonio i Texas. Laget har sitt ursprung från 1979 när Adirondack Red Wings anslöt sig till AHL, de spelade fram till 1999 när Red Wings lades ner.
De har tidigare varit farmarlag till NHL-lagen Florida Panthers, Phoenix Coyotes, Colorado Avalanche och St. Louis Blues.